# Tacparia
Tacparia is een geslacht van vlinders van de familie spanners (Geometridae), uit de onderfamilie Ennominae.

## Soorten
- T. atropunctata Packard, 1874
- T. detersata Guenée, 1858
- T. zalissaria Walker, 1860